# Dogg Chit
Dogg Chit è il quinto album in studio del gruppo musicale hip hop statunitense Tha Dogg Pound, pubblicato nel 2007.

## Tracce
1. Get Out of My Way – 5:18
2. I'll Bury Ya – 3:55
3. Everybody – 4:01
4. Anybody Killa (featuring the Game) – 3:59
5. Mo' Murder – 4:55
6. Vibe (featuring Snoop Dogg) – 4:08
7. Can't Get Enough (featuring Too Short) – 4:53
8. Dat Ain't My Baby – 4:30
9. Thiz Gangsta Chit Iz Ourz – 5:20
10. 1 N 1 Out – 4:35
11. Where U From (featuring Bad Azz) – 4:17
12. Throw Ya Hood Up – 4:43
13. It'z a Good Azz Day – 4:13
14. Pull Ya Drawz Down (featuring Snoop Dogg) – 3:31

Bonus tracks
1. Blast On 'Em (featuring Brotha Lynch Hung) – 4:01
2. Bucc 'Em (featuring Snoop Dogg & RBX) – 4:45
3. Blaze It Up (featuring Glasses Malone, Jayo Felony, J. Cole, West Douldin, B.G. Knocc Out & Dresta) – 4:30

## Formazione
- Daz Dillinger
- Kurupt